# Шалене кохання (фільм, 2015)
«Шалене кохання» (фр. Fou d'amour) — французький драматичний фільм, знятий Філіппом Рамосом. Світова прем'єра стрічки відбулась 24 серпня 2015 року на Жендуйському кінофестивалі. Також фільм показали в головному конкурсі Монреальського світового кінофестивалю, де він отримав Гран-прі Америки за найкращий фільм.

## У ролях
- Мельвіль Пупо — священик
- Домінік Блан — Арманс
- Жан-Франсуа Стевенен
- Даян Руксель
- Жак Боннаффе — старший вікарій
- Ліза Ламетрі

## Визнання
| Нагороди та номінації фільму «Шалене кохання» | Нагороди та номінації фільму «Шалене кохання» | Нагороди та номінації фільму «Шалене кохання» | Нагороди та номінації фільму «Шалене кохання» | Нагороди та номінації фільму «Шалене кохання» | Нагороди та номінації фільму «Шалене кохання» |
| Рік                                           | Кінопремія / Кінофестиваль                    | Категорія / Нагорода                          | Номінант                                      | Результат                                     |                                               |
| --------------------------------------------- | --------------------------------------------- | --------------------------------------------- | --------------------------------------------- | --------------------------------------------- | --------------------------------------------- |
| 2015                                          | Монреальський світовий кінофестиваль          | Гран-прі Америки за найкращий фільм           | «Шалене кохання»                              | Перемога                                      |                                               |